# Аден-ата
Аде́н-ата́ (каз. Әден ата) — село у складі Жетисайського району Туркестанської області Казахстану. Входить до складу Интимацького сільського округу.
У радянські часи село називалось Соціалізм.
Населення — 1334 особа (2021; 1471 у 2009, 1070 у 1999, 866 у 1989).